# Малий (Львівський район)
Ма́лий (до 1946 року - Мале Голе) — село в Україні, у  Львівському районі Львівської області. Населення становить 45 осіб. Орган місцевого самоврядування — Рава-Руська міська рада.

## Історія
До середини XIX ст. Малий входив до складу присілку Голе Кам'янецьке села Кам'янки-Волоської.